# Green Bay Packers 1999
La stagione 1999 dei Green Bay Packers è stata la 79ª della franchigia nella National Football League. Fu la prima e unica annata sotto la direzione del capo-allenatore Ray Rhodes. I Packers conclusero con un record di 8–8, il loro peggiore da quando Brett Favre era divenuto il quarterback titolare, mancando i playoff per la prima volta dal 1992.

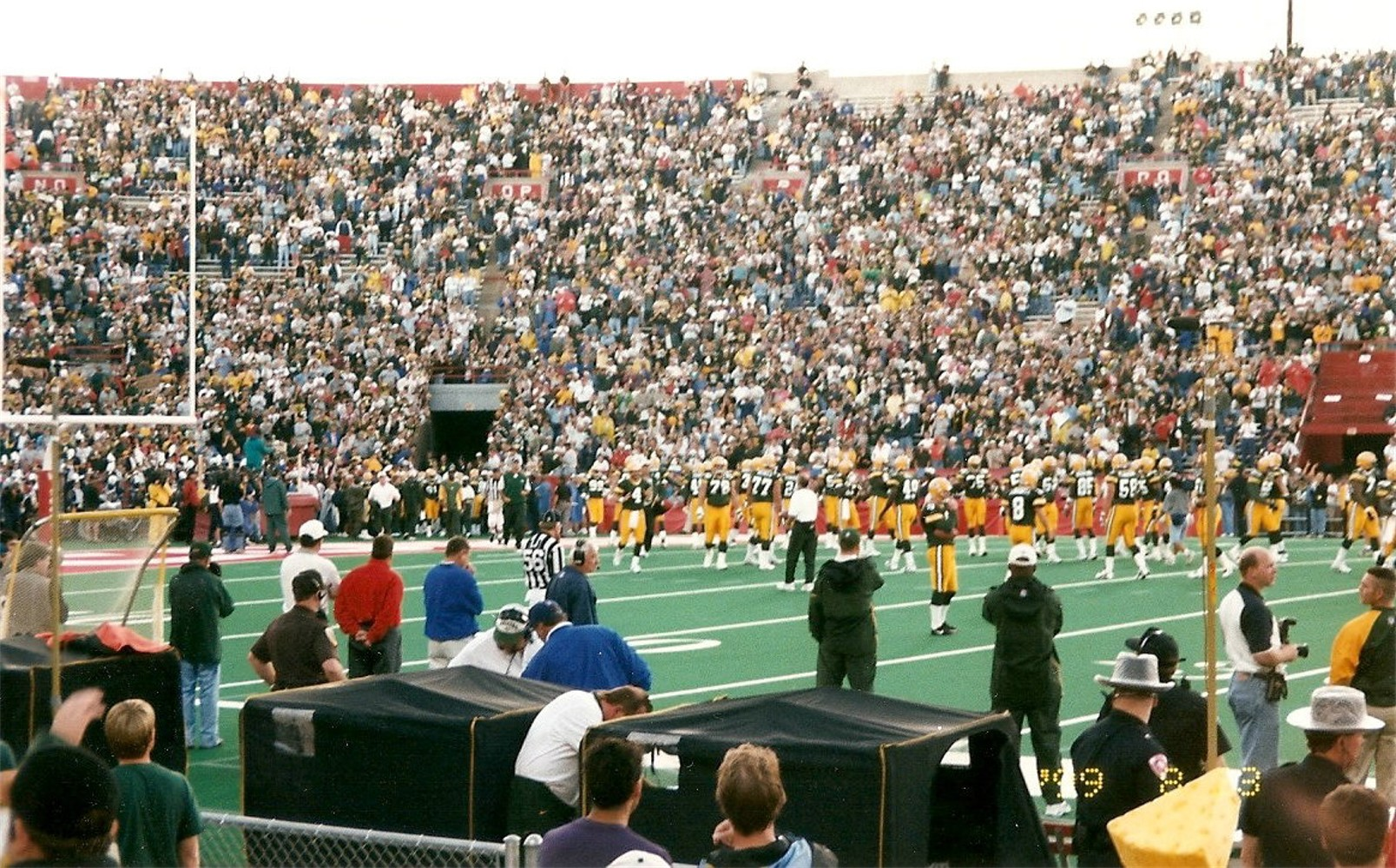
Green Bay ospita i Denver Broncos nella pre-stagione il 23 agosto 1999

## Roster
| Roster dei Green Bay Packers nel 1999 |
| --- |
| Quarterback - 2 Aaron Brooks - 4 Brett Favre - 11 Matt Hasselbeck Running Back - 33 William Henderson FB - 28 Basil Mitchell - 25 Dorsey Levens - 38 Matt Snider FB Wide Receiver - 85 Corey Bradford - 80 Donald Driver - 86 Antonio Freeman - 82 Desmond Howard - 84 Bill Schroeder Tight End - 81 Tyrone Davis - 49 Lamont Hall - 83 Jeff Thomason Offensive Linemen - 61 Scott Curry T - 72 Earl Dotson T - 58 Mike Flanagan C - 75 Craig Heimburger G - 63 Raleigh McKenzie G - 62 Marco Rivera G - 78 Ross Verba T - 68 Mike Wahle G - 52 Frank Winters C Defensive Linemen - 96 Vaughn Booker DE - 93 Gilbert Brown DT - 71 Santana Dotson DT - 90 Vonnie Holliday DE - 97 Cletidus Hunt DE - 98 Billy Lyon DT - 95 Keith McKenzie DE - 99 Jermaine Smith DT Linebacker - 50 Anthony Davis - 55 Bernardo Harris OLB - 53 George Koonce MLB - 57 Jim Nelson MLB - 54 Jude Waddy OLB Defensive Back - 47 Tyrone Bell - 36 LeRoy Butler SS - 24 Antuan Edwards CB - 27 Tod McBride CB - 34 Mike McKenzie CB - 21 Craig Newsome CB - 42 Darren Sharper FS - 31 Fred Vinson CB - 37 Tyrone Williams CB Special Team - 8 Ryan Longwell K - 10 Louie Aguiar P - 60 Rob Davis LS Lista delle riserve - 70 Joe Andruzzi T (IR) - 88 Jahine Arnold WR (IR) - 46 Rodney Artmore S (IR) - 9 Josh Bidwell P (IR) - 89 Mark Chmura TE (IR) - 43 Scott McGarrahan FS (IR) - 22 De'Mond Parker RB (IR) - 51 Brian Williams OLB (IR) Squadra di allenamento - 20 Tyrone Goodson WR - 49 Lawrence Hart TE - 65 Doug Karczewski G/T - 19 Gerald Williams WR |
| Legenda - I rookie sono in corsivo. - Il primo ruolo è il principale mentre gli eventuali successivi indicano i ruoli secondari. - (IR) sta per Injured Reserve ed indica la lista ristretta per un solo giocatore infortunato che può tornare ad allenarsi dopo la settimana 6 e a rientrare in prima squadra dopo che questa ha giocato 8 partite. - (NF-Inj.) / (NF-Ill.) stanno rispettivamente per Non-Football Injured e Non-Football Illness ed indicano le liste dove viene inserito un giocatore che ha un infortunio o una malattia non dipendente dal football americano. - (PUP) sta per Physically Unable to Perform ed indica la lista dove viene inserito un giocatore mentre è in attesa di recuperare la condizione fisica. Nella stagione regolare dopo la sesta partita giocata dalla propria squadra, il giocatore ha tempo tre settimane per riprendere ad allenarsi, più tre settimane aggiuntive dal suo rientro agli allenamenti per rientrare in prima squadra. |

## Calendario
| Stagione regolare |                    |                         |                    |                    |                              |                    |
| Turno             | Data               | Avversario              | Risultato          | Record             | Stadio                       | Pubblico           |
| 1                 | 12 settembre       | Oakland Raiders         | V 28–24            | 1–0                | Lambeau Field                | 59,872             |
| 2                 | 19 settembre       | at Detroit Lions        | S 15–23            | 1–1                | Pontiac Silverdome           | 76,202             |
| 3                 | 26 settembre       | Minnesota Vikings       | V 23–20            | 2–1                | Lambeau Field                | 59,868             |
| 4                 | Settimana di pausa | Settimana di pausa      | Settimana di pausa | Settimana di pausa | Settimana di pausa           | Settimana di pausa |
| 5                 | 10 ottobre         | Tampa Bay Buccaneers    | V 26–23            | 3–1                | Lambeau Field                | 59,868             |
| 6                 | 17 ottobre         | at Denver Broncos       | S 10–31            | 3–2                | Mile High Stadium            | 73,352             |
| 7                 | 24 ottobre         | at San Diego Chargers   | V 31–3             | 4–2                | Qualcomm Stadium             | 68,274             |
| 8                 | 1 novembre         | Seattle Seahawks        | S 7–27             | 4–3                | Lambeau Field                | 59,869             |
| 9                 | 7 novembre         | Chicago Bears           | S 13–14            | 4–4                | Lambeau Field                | 59,867             |
| 10                | 14 novembre        | at Dallas Cowboys       | S 13–27            | 4–5                | Texas Stadium                | 64,634             |
| 11                | 21 novembre        | Detroit Lions           | V 26–17            | 5–5                | Lambeau Field                | 59,869             |
| 12                | 29 novembre        | at San Francisco 49ers  | V 20–3             | 6–5                | 3Com Park                    | 68,304             |
| 13                | 5 dicembre         | at Chicago Bears        | V 35–19            | 7–5                | Soldier Field                | 66,944             |
| 14                | 12 dicembre        | Carolina Panthers       | S 31–33            | 7–6                | Lambeau Field                | 59,869             |
| 15                | 20 dicembre        | at Minnesota Vikings    | S 20–24            | 7–7                | Hubert H. Humphrey Metrodome | 64,203             |
| 16                | 26 dicembre        | at Tampa Bay Buccaneers | S 10–29            | 7–8                | Raymond James Stadium        | 65,273             |
| 17                | 2 gennaio          | Arizona Cardinals       | V 49–24            | 8–8                | Lambeau Field                | 59,818             |

Note: gli avversari della propria division sono in grassetto.

## Classifiche
| NFL Central              |    |    |   |      |     |     |     |
|                          | V  | S  | P | %    | PF  | PS  | STR |
| (2) Tampa Bay Buccaneers | 11 | 5  | 0 | .688 | 270 | 235 | V2  |
| (4) Minnesota Vikings    | 10 | 6  | 0 | .625 | 399 | 335 | V3  |
| (6) Detroit Lions        | 8  | 8  | 0 | .500 | 322 | 323 | S4  |
| Green Bay Packers        | 8  | 8  | 0 | .500 | 357 | 341 | V1  |
| Chicago Bears            | 6  | 10 | 0 | .375 | 272 | 341 | S2  |